# Zero (canção de Chris Brown)
"Zero" é uma canção do cantor Chris Brown, tirado de seu sétimo álbum de estúdio, Royalty. Foi lançado como o segundo single do álbum em 25 de setembro de 2015. A música foi escrita por Chris Brown, Sean Douglas, Talay Riley, Matthew Burnett.

## Faixas do single
- Download digital

1. "Zero" (Explicit) - 3:33

- Download digital

1. "Zero" (Clean) - 3:30